# Przybicie piątki

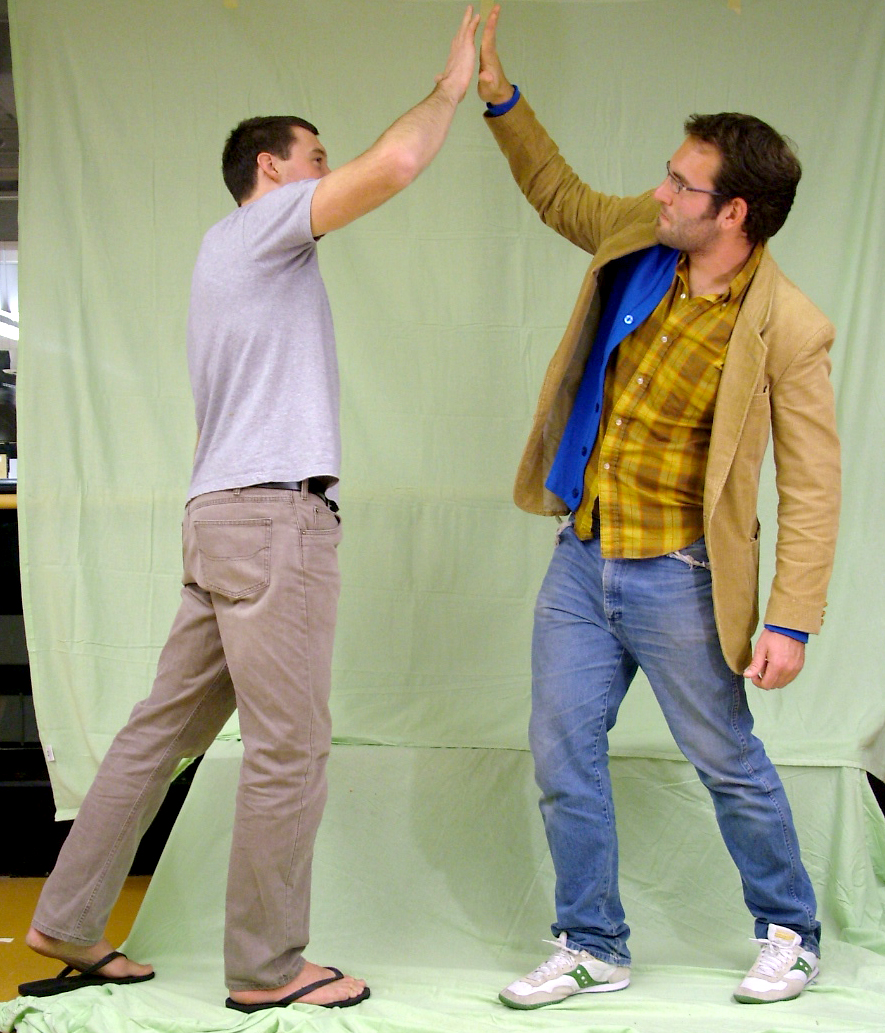
Przybicie piątki, gest w fazie tuż przed uderzeniem

Przybicie piątki lub po prostu "piątka" – gest wykonywany przez dwie osoby, polegający na podniesieniu dłoni przez obie osoby i delikatnym uderzeniu się wzajemnie ich wewnętrznymi stronami. W języku angielskim gest ten nazywa się high five (dosłownie: "wysoka piątka"); w celu wykonania gestu można mówić także give me five (dosłownie: "daj mi pięć").
Gest ten też może być traktowany jako powitanie.

## Historia gestu
Jedno źródło za twórcę gestu uważa Monta Sleetsa. W wieku dwóch lat obserwował gości swoich rodziców, głównie weteranów wojennych, którzy podnosili dłonie mówiąc: five (pol. "pięć"). Chłopiec nie wiedząc, co to oznacza, podszedł do jednego z gości i powiedział: Hi five! (pol. "Cześć pięć!"), uważając, iż five jest imieniem. Rodzice i krewni uznali ten gest za zabawny, powtarzając go chłopcu, dzięki czemu utkwił mu w pamięci. Wiele lat później, gdy Mont zaczął grać w koszykówkę, gest ten wykonywany był przez niego i jego przyjaciół – wykonywał go często na meczach koszykówki, przez co zaczęły wykonywać go także inne drużyny. Gest ewoluował z hi five do swojej współczesnej formy – high five (obie formy wymawiane są tak samo, a różnią się pisownią). Twórca National High Five Day przyznał, że historia Sleetsa została zmyślona.
Inne źródło podaje, iż twórcą gestu jest Glenn Burke. Według źródła pierwsze wykonanie gestu odbyło się w 1977 roku podczas meczu baseballowego, choć Sleets twierdzi, iż był to gest przypadkowy i nie miał nic wspólnego z gestem znanym dzisiaj.
Koszykarze uniwersyteccy Derek Smith i Wiley Brown spopularyzowali ten gest podczas sezonu koszykówki 1979/80, grając w drużynie uniwersytetu z Louisville w Stanach Zjednoczonych. The Cardinals zdobyli mistrzostwo kraju (NCAA Division I Championship), równocześnie przyciągając uwagę kibiców do wykonywanego gestu.